# Župnija Podgrad (Škofija Koper)
Župnija Podgrad je rimskokatoliška teritorialna župnija Dekanije Ilirska Bistrica Škofije Koper.

## Sakralni objekti
- cerkev sv. Cirila in Metoda, Podgrad - župnijska cerkev
- - podružnica
- - podružnica